# La Mélancolie (film)
Pour les articles homonymes, voir La Mélancolie.
Pour plus de détails, voir Fiche technique et Distribution.
La Mélancolie (ほつれる, Hotsureru) est un drame romantique franco-japonais réalisé par Takuya Katō (ja) et sorti en 2023.

## Synopsis
Watako vit la mort de son amant presque sous ses yeux et doit alors mener un combat intérieur (le titre original du film signifie combat) pour affronter ses tourments qui naissent de cette mort : elle devra faire le deuil de cet amant en réalisant notamment la véritable importance qu'il avait pour elle et faire le choix de poursuivre ou non la vie commune avec un mari qui l'a trompée par le passé et auprès duquel la vie conjugale n'a plus le charme de la fougue que connaissent les amants de fraîche date.

## Fiche technique
- Titre : La Mélancolie[1],[2]
- Titre original : ほつれる (Hotsureru?)
- Réalisation : Takuya Katō (ja)
- Scénario : Takuya Katō
- Musique : Eiko Ishibashi (ja)
- Photographie : Shōta Nakajima
- Son : Hirokazu Katō et Manabu Kagara
- Montage : Sylvie Lager et Mototaka Kusakabe
- Décors : Keisuke Maeyashiki
- Société de production : Comme des Cinémas
- Société de distribution : Charades et Art House
- Pays de production :  Japon et  France
- Langue originale : japonais
- Format : couleur - 1,37:1
- Genre : Drame romantique
- Durée : 84 minutes[3]
- Dates de sortie :
  - Japon : 8 septembre 2023[3]
  - France : 14 août 2024[4]

## Distribution
- Mugi Kadowaki : Watako
- Kentarō Tamura (ja) : Fuminori
- Shōta Sometani : Kimura
- Karu Kuroki : Eri
- Kanji Furutachi : Tetsuya